# Francesco Alessandro di Nassau-Hadamar
Francesco Alessandro di Nassau-Hadamar (Hadamar, 27 gennaio 1674 – Hadamar, 27 maggio 1711) fu l'ultimo principe di Nassau-Hadamar.

## Biografia
Francesco Alessandro era figlio del principe Maurizio Enrico di Nassau-Hadamar (1626 - 1679) e della sua seconda moglie, Maria Leopoldina di Nassau-Siegen (1652 - 1675). All'età di sei anni ereditò il Nassau-Hadamar; durante il periodo della minore età, fu suo tutore e reggente lo zio Francesco Bernardo (1637 - 1695). Nel 1710 Francesco Alessandro fu nominato giudice del Reichskammergericht di Wetzlar.
Egli morì a seguito di una caduta dal suo cavallo nei pressi della porta di Limburgo, ora chiamata Hammelburg, di Hadamar il 27 maggio 1711. Venne sepolto nella cripta principesca della chiesa francescana di Mönchsberg a Hadamar, indossando le vesti di giudice del Reichskammergericht. Il suo cuore è invece conservato nella cappella di Santa Maria di Herzenberg, così come avvenne per il cuore dello zio Francesco Bernardo sedici anni più tardi.
Sul luogo del fatale incidente venne eretta una croce, che reca la seguente iscrizione:
La croce venne in seguito spostata di circa 300 metri ed è attualmente localizzata nella zona sudorientale di Hadamar, ma ancora sulla vecchia strada che collega Hadamar con Limburg an der Lahn.

## Matrimonio, discendenza e successione
Il 18 ottobre 1695, a Lovosice in Boemia, Francesco Alessandro sposò Elisabetta Caterina Felicita (castello di Rheinfels, 14 febbraio 1677 - Dietz, 15 maggio 1739), figlia di Guglielmo il Maggiore d'Assia-Rheinfels-Rotenburg. La coppia ebbe quattro figli:
- Francesca Maria Anna Guglielmina (16 settembre 1696 - 18 giugno 1697);
- Elisabetta (21 settembre 1698 - 2 ottobre 1724), suora a Thorn ed Essen;
- Giuseppe Ugo (18 aprile 1701 - 6 dicembre 1708);
- Carlotta Guglielmina Amalia Alessandrina (21 settembre 1703 - 25 settembre 1740), il 29 settembre 1721 sposò Jean-Philippe-Eugène de Mérode-Westerloo (1674 – 1732).

La coppia si separò nel 1705. Ernestina, sorella della Principessa, potrebbe essere stata la causa delle crescenti tensioni tra i due sposi; anche dopo l'entrata in convento di Ernestina, ad Altenberg nei pressi di Wetzlar, e nonostante i tentativi dell'arcivescovo Giovanni VIII di Treviri e dell'imperatore Giuseppe I di pacificare i due coniugi, Francesco Alessandro e la moglie non riuscirono a riconciliare le loro differenze. A partire dal 1705 essi vissero separatamente: Francesco Alessandro risiedeva con i figli nel castello di Hadamar, mentre la moglie abitava nel castello di Mengerskirchen. Un'altra mediazione, tenutasi a Hadamar il 23 ottobre 1708, fallì, anche se successivamente la morte di loro figlio, il principe ereditario Giuseppe Ugo, li fece avvicinare nuovamente.
Alla morte di Francesco Alessandro nel 1711 egli non aveva eredi maschi. Dopo lunghe negoziazioni, Nassau-Hadamar venne spartito tra i sovrani delle altre linee ottoniane del Casato di Nassau, nello specifico Nassau-Dietz, Nassau-Dillenburg, la linea cattolica di Nassau-Siegen e quella calvinista di Nassau-Siegen. La città di Hadamar si trovava nella porzione lasciata alla linea cattolica.
Nella cripta principesca della dinastia di Nassau-Hadamar che si trova sotto la chiesa francescana sul monte Sant'Egidio, si trova un dipinto che ritrae Francesco Alessandro inginocchiato a pregare con la famiglia il Gesù crocifisso. Delle croci rosse sono disegnate sopra le teste di Francesco Alessandro, Giuseppe Ugo e Francesca Guglielmina, che erano già morti quando venne completato il dipinto. Francesco Alessandro indossa un'armatura metallica e accanto a lui si trova una corona scintillante, decorata con perle ed una croce dorata.
La vedova di Francesco Alessandro si risposò il 6 settembre 1727, a Nuremberg, con il conte Antonio Ferdinando di Attems, vedovo della baronessa Maria Augusta di Ow-Hirrlingen e più giovane della sposa di quattordici anni. Elisabetta Caterina Felicita morì all'età di sessantadue anni il 15 maggio 1739 a Diets sul Lahn.

## Edifici e monumenti
Durante il regno di Francesco Alessandro vennero avviati e conclusi numerosi progetti di costruzione di edifici pubblici. Degno di nota è la decorazione in stucco del castello di Hadamar, così pure come le seguenti cappelle:
- Cappella di Hoheholz chapel, costruita nel 1699 ad Ovest di Hadamar;
- Cappella di Nothelfer a Steinbach, costruita nel 1702, ed originariamente dedicata alla Madonna;
- Cappella della Croce a Niederzeuzheim, eretta nel 1706.

## Ascendenza
|                                                          |                                       |                                                | Genitori                                |  |  | Nonni |  |  | Bisnonni                                |  |  | Trisnonni                               |  |
|                                                          |                                       |                                                |                                         |  |  |       |  |  | Giovanni VI, conte di Nassau-Dillenburg |  |  | Guglielmo I, conte di Nassau-Dillenburg |  |
|                                                          |                                       |                                                |                                         |  |  |       |  |  | Giovanni VI, conte di Nassau-Dillenburg |  |  | Guglielmo I, conte di Nassau-Dillenburg |  |
|                                                          |                                       | Giuliana di Stolberg-Wernigerode               |                                         |  |  |       |  |  | Giovanni VI, conte di Nassau-Dillenburg |  |  |                                         |  |
| Giovanni Ludovico, principe di Nassau-Hadamar            |                                       |                                                |                                         |  |  |       |  |  | Giovanni VI, conte di Nassau-Dillenburg |  |  |                                         |  |
|                                                          |                                       | Giovannetta di Sayn-Wittgenstein               | Ludovico I, conte di Sayn-Wittgenstein  |  |  |       |  |  |                                         |  |  |                                         |  |
|                                                          |                                       | Giovannetta di Sayn-Wittgenstein               | Ludovico I, conte di Sayn-Wittgenstein  |  |  |       |  |  |                                         |  |  |                                         |  |
|                                                          |                                       | Giovannetta di Sayn-Wittgenstein               | Anna di Solms-Braunfels                 |  |  |       |  |  |                                         |  |  |                                         |  |
| Maurizio Enrico, principe di Nassau-Hadamar              |                                       | Giovannetta di Sayn-Wittgenstein               |                                         |  |  |       |  |  |                                         |  |  |                                         |  |
|                                                          |                                       | Simone VI, conte di Lippe                      | Bernardo VIII, conte di Lippe           |  |  |       |  |  |                                         |  |  |                                         |  |
|                                                          |                                       | Simone VI, conte di Lippe                      | Bernardo VIII, conte di Lippe           |  |  |       |  |  |                                         |  |  |                                         |  |
|                                                          |                                       | Simone VI, conte di Lippe                      | Caterina di Waldeck-Eisenberg           |  |  |       |  |  |                                         |  |  |                                         |  |
| Ursula di Lippe                                          |                                       | Simone VI, conte di Lippe                      |                                         |  |  |       |  |  |                                         |  |  |                                         |  |
|                                                          |                                       | Elisabetta di Holstein-Schaumburg              | Otto IV, conte di Holstein-Schaumburg   |  |  |       |  |  |                                         |  |  |                                         |  |
|                                                          |                                       | Elisabetta di Holstein-Schaumburg              | Otto IV, conte di Holstein-Schaumburg   |  |  |       |  |  |                                         |  |  |                                         |  |
|                                                          |                                       | Elisabetta di Holstein-Schaumburg              | Elisabetta Ursula di Brunswick-Lüneburg |  |  |       |  |  |                                         |  |  |                                         |  |
| Francesco Alessandro, principe di Nassau-Hadamar         |                                       | Elisabetta di Holstein-Schaumburg              |                                         |  |  |       |  |  |                                         |  |  |                                         |  |
|                                                          | Giovanni VIII, conte di Nassau-Siegen | Giovanni VII, conte di Nassau-Siegen           |                                         |  |  |       |  |  |                                         |  |  |                                         |  |
|                                                          | Giovanni VIII, conte di Nassau-Siegen | Giovanni VII, conte di Nassau-Siegen           |                                         |  |  |       |  |  |                                         |  |  |                                         |  |
|                                                          | Giovanni VIII, conte di Nassau-Siegen | Maddalena di Waldeck-Wildungen                 |                                         |  |  |       |  |  |                                         |  |  |                                         |  |
| Giovanni Francesco Desiderato, principe di Nassau-Siegen | Giovanni VIII, conte di Nassau-Siegen |                                                |                                         |  |  |       |  |  |                                         |  |  |                                         |  |
|                                                          |                                       | Ernestina Iolanda di Ligne                     | Lamoral I, principe di Ligne            |  |  |       |  |  |                                         |  |  |                                         |  |
|                                                          |                                       | Ernestina Iolanda di Ligne                     | Lamoral I, principe di Ligne            |  |  |       |  |  |                                         |  |  |                                         |  |
|                                                          |                                       | Ernestina Iolanda di Ligne                     | Anna Maria di Melun                     |  |  |       |  |  |                                         |  |  |                                         |  |
| Maria Leopoldina di Nassau-Siegen                        |                                       | Ernestina Iolanda di Ligne                     |                                         |  |  |       |  |  |                                         |  |  |                                         |  |
|                                                          |                                       | Giovanni Giorgio, conte di Königsegg-Aulendorf | Giovanni Giorgio, barone di Königsegg   |  |  |       |  |  |                                         |  |  |                                         |  |
|                                                          |                                       | Giovanni Giorgio, conte di Königsegg-Aulendorf | Giovanni Giorgio, barone di Königsegg   |  |  |       |  |  |                                         |  |  |                                         |  |
|                                                          |                                       | Giovanni Giorgio, conte di Königsegg-Aulendorf | Cunegonda di Waldburg-Zeil-Wolfegg      |  |  |       |  |  |                                         |  |  |                                         |  |
| Giovanna Claudia di Königsegg-Aulendorf                  |                                       | Giovanni Giorgio, conte di Königsegg-Aulendorf |                                         |  |  |       |  |  |                                         |  |  |                                         |  |
|                                                          |                                       | Eleonora di Hohenems                           | Gaspare, conte di Hohenems              |  |  |       |  |  |                                         |  |  |                                         |  |
|                                                          |                                       | Eleonora di Hohenems                           | Gaspare, conte di Hohenems              |  |  |       |  |  |                                         |  |  |                                         |  |
|                                                          |                                       | Eleonora di Hohenems                           | Eleonora Filippina di Welsperg-Primör   |  |  |       |  |  |                                         |  |  |                                         |  |
|                                                          |                                       | Eleonora di Hohenems                           |                                         |  |  |       |  |  |                                         |  |  |                                         |  |